# Municipio de Liberty (condado de Labette)
El municipio de Liberty (en inglés: Liberty Township) es un municipio ubicado en el condado de Labette en el estado estadounidense de Kansas. En el año 2010 tenía una población de 453 habitantes y una densidad poblacional de 4,78 personas por km².

## Geografía
El municipio de Liberty se encuentra ubicado en las coordenadas 37°15′15″N 95°12′55″O / 37.25417, -95.21528. Según la Oficina del Censo de los Estados Unidos, el municipio tiene una superficie total de 94.82 km², de la cual 93,69 km² corresponden a tierra firme y (1,2 %) 1,13 km² es agua.

## Demografía
Según el censo de 2010, había 453 personas residiendo en el municipio de Liberty. La densidad de población era de 4,78 hab./km². De los 453 habitantes, el municipio de Liberty estaba compuesto por el 96,03 % blancos, el 0,66 % eran afroamericanos, el 0,88 % eran amerindios, el 1,55 % eran de otras razas y el 0,88 % eran de una mezcla de razas. Del total de la población el 2,21 % eran hispanos o latinos de cualquier raza.